# Línea 152 (Buenos Aires)
La Línea 152 es una línea de colectivos del Área metropolitana de Buenos Aires. Une el barrio de La Boca con Olivos en Vicente López, pasando por Palermo, Belgrano, Retiro.

## Historia

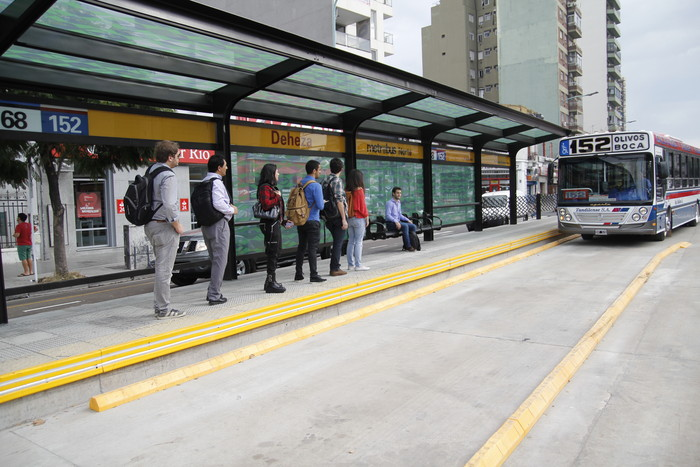
Línea 152 llegando a la parada de Metrobús Deheza.

La historia de esta línea se remonta hacia los primeros trolebuses de la Ciudad de Buenos Aires (Las líneas A, B, C y D que luego pasaron a llamarse 301, 302, 303 y 304 respectivamente).
El 4 de junio de 1948 la línea "A" inicio sus servicios uniendo Plaza Italia y Puente Saavedra, el 26 de marzo de 1950 se habilitó la segunda línea de trolebuses que se identificó como "B" uniendo Cabildo y Quesada en el barrio de Belgrano y Plaza San Martín y finalmente el 9 de julio de 1950 la línea "C" que fue la primera en llegar al barrio de La Boca.
En 1952 el estado se hace cargo de Corporación de Transportes de la Ciudad de Buenos Aires (que hasta ese entonces era la prestadora del servicio) reemplazándola por la Administración General de Transportes de Buenos Aires (conocida como AGTBA o TBA). Esta última decidió cambiar la nomenclatura de los servicios de transporte, dejando las letras únicamente para los subterráneos, y los trolebuses pasaron a usar los números 301, 302 y 303.
En 1955 TBA fue privatizada, y la concesión de los trolebuses fue a parar a la Cooperativa de Trabajo Centenario. En 1966 se decidió reemplazar a los trolebuses por colectivos y se unificaron las líneas 153 (la anterior 303) con la 152 (la anterior 302) para crear el recorrido actual de la línea en 1969, ya para el 1 de mayo de 1966 los ómnibus comenzaron a circular como parte de la línea.
En el año 1974 la concesión paso a la Empresa Tandilense S.A.C.I.F.I.
Durante la década de 2000, Tandilense era una de las principales accionistas de Expreso San Isidro S. A., operadora de la Línea 168. Sin embargo, en 2016 vendió su participación a la firma NUDO S.A., tras haber adquirido esta última las acciones minoritarias de la 168.

## Flota
La flota actual de la línea está compuesta de 121 unidades, siendo Mercedes-Benz la principal chasista (con sus modelos OH 1718Lsb, 1721Lsb y O 500U), seguida de la firma brasilera Agrale, con su MT17.0 . Las carrocerías son de variadas firmas, siendo estas Ugarte-Autobús S.A., Italbus, La Favorita, Metalpar, Nuovobus y Todo Bus S.A.

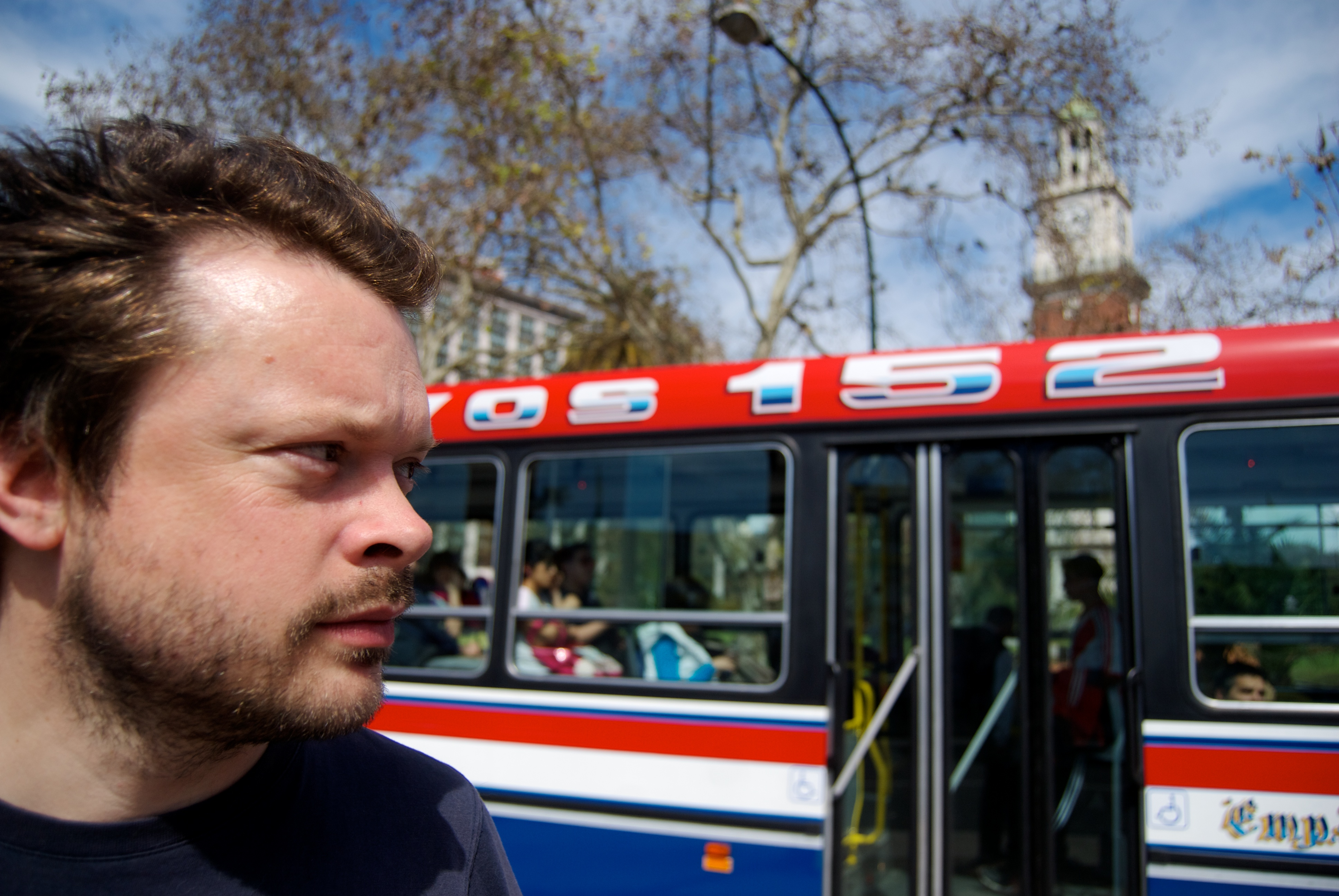
Daniel Tunnard, el inglés que viajó en todas las líneas de colectivos de Buenos Aires, esperando el 152 en Retiro.

## Recorrido
Ramales actuales

### Ramal A (La Boca - Retiro - Olivos)
Ida a Olivos: Desde Avenida Don Pedro de Mendoza y Avenida Almirante Brown por Avenida Almirante Brown,  Avenida Paseo Colon, Avenida de La Rabida, Avenida Leandro Niceforo Alem, San Martín, Avenida Eduardo Madero, Avenida Doctor José María Ramos Mejía, Avenida Maipú, Avenida Santa Fe, Calzada Circular De Plaza Italia, Avenida Santa Fe, Avenida Cabildo, Cruce Avenida General Paz, Avenida Maipú, Carlos Gardel, I. Warnes hasta Doctor José Ingenieros. 
Regreso A La Boca: Desde I. Warnes Y Capitán J. G. Bermúdez Por Capitán J. G. Bermúdez, Avenida Maipú, Cruce Avenida General Paz, Avenida Cabildo, Avenida Santa Fe, Esmeralda, Avenida del Libertador, Avenida Leandro Niceforo Alem, Avenida de La Rabida, Avenida Paseo Colon, Avenida Almirante Brown, Avenida Don Pedro De Mendoza. Hasta Avenida Don Pedro De Mendoza y Martín Rodríguez.

### Ramal B Fraccionado (La Boca - Estación Bartolomé Mitre)
Ida a Mitre: Desde Avenida Don Pedro de Mendoza y Avenida Almirante Brown por Avenida Almirante Brown,  Avenida Paseo Colon, Avenida de La Rabida, Avenida Leandro Niceforo Alem, San Martín, Avenida Eduardo Madero, Avenida Doctor José María Ramos Mejía, Avenida Maipú, Avenida Santa Fe, Calzada Circular De Plaza Italia, Avenida Santa Fe, Avenida Cabildo, Cruce Avenida General Paz, Avenida Maipú hasta Avenida Maipú y Entre Ríos.
Regreso A La Boca: Desde Juan Bautista Alberdi y Avenida Maipú por Avenida Maipú, Cruce Avenida General Paz, Avenida Cabildo, Avenida Santa Fe, Esmeralda, Avenida del Libertador, Avenida Leandro Niceforo Alem, Avenida de La Rabida, Avenida Paseo Colon, Avenida Almirante Brown, Avenida Don Pedro De Mendoza Hasta Avenida Don Pedro De Mendoza Y Martín Rodríguez.

### Ramal C Semirapido (La Boca - Retiro - Olivos)
Ida A Olivos: Desde Avenida Don Pedro De Mendoza Y Avenida Almirante Brown Por Avenida Almirante Brown, Avenida Paseo Colon, Avenida de La Rábida, Avenida Leandro Nicéforo Alem, San Martín, Avenida Eduardo Madero, Avenida Doctor José María Ramos Mejía, Avenida Maipú,  Avenida Santa Fe, Avenida Nueve De Julio, Autopista Doctor Arturo Umberto Illia,  Avenida Intendente Cantilo, Avenida General Paz, Avenida Maipú Hasta Carlos Gardel. 
Regreso A La Boca: Desde Ignacio Warnes Y Capitán Justo Germán Bermúdez Por Capitán Justo Germán Bermúdez, Avenida Maipú, Avenida General Paz, Avenida Leopoldo Lugones, Autopista Doctor Arturo Umberto Illia, Avenida Nueve De Julio, Arenales , Carlos Pellegrini,  Avenida del Libertador, Avenida Leandro Nicéforo Alem, Avenida de La Rábida, Avenida Paseo Colón, Avenida Almirante Brown, Avenida Don Pedro De Mendoza Hasta Martín Rodríguez.

### Ramal D Fraccionado (Retiro - Olivos)
Ida a Olivos: Desde Avenida Doctor José María Ramos Mejía, Avenida Maipú, Avenida Santa Fe, Calzada Circular De Plaza Italia, Avenida Santa Fe, Avenida Cabildo, Cruce Avenida General Paz, Avenida Maipú, Carlos Gardel, I. Warnes Hasta Doctor José Ingenieros.
Regreso A Retiro: Desde I. Warnes Y Capitán J. G. Bermúdez Por Capitán J. G. Bermúdez, Avenida Maipú, Cruce Avenida General Paz, Avenida Cabildo, Avenida Santa Fe, Esmeralda, Avenida del Libertador Hasta Avenida Doctor José María Ramos Mejía.

### Ramal Inactivo (Constitución - La Boca - Retiro - Olivos por Universidad Católica Argentina)
Ida A Olivos: Desde Avenida Don Pedro De Mendoza Y Avenida Almirante Brown Por Avenida Almirante Brown, Suárez, Necochea, Benito Pérez Galdós, Avenida Almirante Brown, Avenida Paseo Colon, Chile, Avenida Alicia Moreau De Justo, Avenida Azucena Villaflor, Avenida Belgrano, Azopardo, Moreno, Avenida Paseo Colon, Avenida de La Rábida, Avenida Leandro Nicéforo Alem, San Martín, Avenida Eduardo Madero, Avenida Avenida Doctor José María Ramos Mejía, Avenida Maipú, Avenida Santa Fe, Calzada Circular De Plaza Italia, Avenida Santa Fe, Avenida Cabildo, Cruce Avenida General Paz, Avenida Maipú, Carlos Gardel, I. Warnes Hasta Doctor José Ingenieros. 
Regreso A La Boca: Desde Warnes Y Capitán J. G. Bermúdez Por Capitán J. G. Bermúdez, Avenida Maipú, Cruce Avenida General Paz, Avenida Cabildo, Avenida Santa Fe, Esmeralda, Avenida del Libertador, Avenida Leandro Nicéforo Alem, Avenida de La Rábida, Avenida Paseo Colon, Moreno, Balcarce, Avenida Belgrano, Avenida Azucena Villaflor, Avenida Alicia Moreau De Justo, Rosario Vera Peñaloza, Avenida Ingeniero Huergo, Humberto 1.º, Avenida Paseo Colón, Avenida Almirante Brown, Avenida Don Pedro De Mendoza Hasta Martín Rodríguez.

## Lugares de interés[4]
- Estación Retiro Mitre
- Centro Cultural Néstor Kirchner
- Barrancas de Belgrano
- Plaza Italia
- Hospital Alemán
- Facultad de Arquitectura, Diseño y Urbanismo (Universidad de Buenos Aires)
- Facultad de Ingeniería (Universidad de Buenos Aires)
- Universidad Católica Argentina
- Planetario Galileo Galilei
- Estadio Alberto J. Armando